# جوفان داميانوفيتش
جوفان داميانوفيتش (بالصربية: Јован Дамјановић)‏ هو لاعب كرة قدم صربي في مركز الهجوم، ولد في 4 أكتوبر 1982 في كنين في كرواتيا. شارك مع منتخب صربيا لكرة القدم. أما مع النوادي، فقد لعب مع بادربورن 07 ودينامو برست ودينامو مينسك وراد بيوغراد وفيهين فيسبادن ونادي أو إف كيه بيوغراد ونادي رييد ونادي سوتيسكا نيكشيتش.

## وصلات خارجية
- جوفان داميانوفيتش على موقع الاتحاد الأوربي (الإنجليزية)
- جوفان داميانوفيتش على موقع قاعدة بيانات كرة القدم.إي يو (الإنجليزية)
- جوفان داميانوفيتش على موقع بيانات كرة القدم. دي إي (الألمانية)
- جوفان داميانوفيتش على موقع ناشيونال فوتبول تيمز (الإنجليزية)
- جوفان داميانوفيتش على موقع Soccerway.com (الإنجليزية)
- جوفان داميانوفيتش على موقع عالم كرة القدم.نت (الإنجليزية)